# Natchitoches (Luisiana)
Natchitoches (Pronunciación inglesa en AFI: [ˈnækətəʃ]) (en francés: Les Natchitoches; en español del s. XVIII: Los Nachitochas o Nachistochis) es una relativamente pequeña ciudad o town  ubicada en la parroquia de Natchitoches en el estado estadounidense de Luisiana. En el Censo de 2010 tenía una población de 18 323 habitantes y una densidad poblacional de 268,78 personas por km². Natchicoches está históricamente hermanada con la ciudad texana de Nacogdoches.

## Geografía
Natchitoches se encuentra ubicada en las coordenadas 31°44′4″N 93°6′2″O / 31.73444, -93.10056. Según la Oficina del Censo de los Estados Unidos, Natchitoches tiene una superficie total de 68.17 km², de la cual 58.62 km² corresponden a tierra firme y 9.55 km² (14.02 %) es agua.

## Demografía
Según el censo de 2010, había 18 323 personas residiendo en Natchitoches. La densidad de población era de 268,78 hab./km². De los 18 323 habitantes, Natchitoches estaba compuesto por el 37.24 % blancos, el 59.23 % eran afroamericanos, el 0.47 % eran amerindios, el 0.56 % eran asiáticos, el 0.01 % eran isleños del Pacífico, el 0.79 % eran de otras razas y el 1.7 % pertenecían a dos o más razas. Del total de la población el 1.69 % eran hispanos o latinos de cualquier clina.

## Historia

### Descubrimiento por parte de los españoles
Los primeros europeos en llegar al territorio de Natchitoches fueron los españoles quienes arribaron a la zona en el año 1542 al mando del capitán español Luis de Moscoso de Alvarado proseguidor de la gesta del entonces fallecido Hernando de Soto.

### Nueva Francia
Los primeros europeos en establecerse en la región fueron los coureurs des bois franceses y canadienses desde finales del siglo XVII. En 1699, Francia fundó un puesto avanzado a orillas del río Rojo con el objetivo de controlar el comercio con los puestos avanzados de las fuerzas españolas de México.
En 1701, los franco-canadienses al mando de Jean-Baptiste Le Moyne de Bienville, futuro gobernador de la Luisiana francesa, se establecen en las aldeas de los indígenas natchitoches o nachitosh y de los cadodas o caddos al sur del río Rojo.
En 1714, Louis Juchereau de Saint-Denis traspasó el río Rojo o la Rivière Rouge  con el fin de extender el territorio de la Nueva Francia y establecer haca el Oeste los límites de la Luisiana francesa. Ya desde años precedentes había establecido contacto con los indígenas Natchitoches. El fuerte de los Natchitoches fue fundado ese año por Louis Juchereau de Saint-Denis en el llamado Camino Real de los Tejas que unía con San Antonio de Béjar, es decir, que conectaba a la Baja Luisiana con la primera capital de la Texas española o Tejas.
El fuerte de los Natchitoches o fort des Natchitoches, o  fort Saint-Jean-Baptiste, a orillas del río Rojo, en el límite que entonces aproximadamente poseía el imperio español, permitió a los franceses afiliarse a los grupos amerindios de la nación caddo. Desde los años 1730 se produjo un poco de tabaco en Natchitoches. Así fue que en la  Baja Luisiana, el puesto de los Natchitoches conoció un importante desarrollo merced al comercio con los vecinos españoles y el cultivo del tabaco.
Para el puesto de Natchitoches las tribus amerindias proveyeron a los soldados y a los colonos franceses de maíz, gallináceas (por ejemplo urogallos y pavos), pescado, caza, aceite, pieles de oso, etc. a cambio de mercancías de comercio manufacturadas e importadas desde la metrópoli francesa.
En 1734 los franceses trasladaron el fuerte de Natchitoches desde la orilla oriental a la occidental del río Rojo en territorio considerado como perteneciente a la Texas española, el gobernador de la provincia española de Texas, Manuel Sandoval, fue reprendido por la corona española por no reaccionar ante esa acción de los franceses.

### Período español y, luego, estadounidense
Tras el primer dominio francés, Natchitoches pasó a ser parte de la Luisiana española.
Durante este período destaca la actitud conciliadora del gobernador Luis de Unzaga y Amézaga quien, entre 1769 y 1777, fomentó el librecomercio con las tribus amerindias Caddo, Adai, Avoyel, a través del río Rojo o Colorado, hoy Red river, que confluirá con el Misisipi donde esperaba un control en fuertes como el Puesto Unzaga (Pointe Coupee post) y llegando a comerciar a través del río Misisipi, que no sólo servía de frontera entre Nueva España los territorios británicos, sino como vía comercial, con el Fuerte Natchez, una especie de homólogo de Natchitoches pero en lado británico y que se comerciaría gracias a los idiomas de las tribus amerindias Túnica, Houma y sobre todo en francés. Bajo las órdenes del gobernador Luis de Unzaga y Amézaga y como comandante de Natchitoches estuvo Athanase de Mezières. El gobernador Unzaga dio instrucciones a Mezières para que, a base de buenas relaciones diplomáticas, mejorase el comercio entre ambas orillas y por tanto transfronterizo, de manera que los habitantes de estas regiones tuvieran a Natchitoches como un nudo comercial en incluso clave dentro del plan de defensa de la extensa Luisiana española ante posibles incursiones británicas. Durante la Revolución americana o guerra de Independencia de Estados Unidos, en la que quedó como gobernador interino el cuñado de Unzaga, Bernardo  de Gálvez, la plantación Beaufort fue construida por Louis Barthélemy Rachal, quien recibió un regalo de tierra por parte de los españoles en 1780, se casó en 1785, y acumuló tierras hasta su muerte en 1833, después de lo cual la plantación fue vendida por subasta a Narcisse Prudhomme, cuyos hijos tuvieron más de un centenar de esclavos antes de la guerra de Secesión. Su sobrina Louise Lambre establecida en la isla Brevelle, sobre el antiguo río Bastón o Caña que se ha convertido en el actual Lago Caña (Cane River Lake), se casó en Natchitoches con François Ruelle, un oficial de Napoleón procedente de Serres (en el Isère), y que en 1819, gracias a los 25 000 francos que aportó como dote Louise, estableció una gran plantación de café en la cubana zona de Matanzas.
Marie-Thérèse Metoyer, apodada "Coincoin" (1742-1816), trabajó para Louis Juchereau y luego para el plantador francés Thomas-Pierre Metoyer quien le otorgó la libertad 1784, después de darle varios niños, y cientos de hectáreas a su hijo Louis Metoyer, quien explotaba en 1796 la plantación Yucca. que devino en una de las más grandes plantaciones de algodón de la región: la renombrada plantación Melrose. Numerosas "personas de color", procedentes  de Nueva Orleáns y de Santo Domingo se casaron con miembros de la colonia de la isla Brevelle, isla que tiene el nombre de un trampero canadiense.
Mientras que en 1785 la población de Natchitoches era 756 habitantes, de acuerdo con el capitán general español, después de la compra de Luisiana en 1803, la población de Natchitoches crecería de un modo exponencial durante el siglo XIX: en 1810 llegó a 2870, incluidos 1476 esclavos. En 1820, eran 7486 personas, entre ellas 2326 esclavos. En 1814, la población de todo el río Rojo, incluyendo Natchitoches, fronteriza con el México hasta 1821 aún español (esto posibilitó, para esos años, la masiva inmigración de gente con ciudadanía estadounidense en el núcleo de Texas) se estimaba en más de 12 000 personas.
Muchas plantaciones de algodón se desarrollaron a lo largo del río Rojo; los barcos de vapor favorecieron la inmigración de colonos judíos y sirios. Varias plantaciones fueron construidos a lo largo del río Rojo. Sin embargo, el curso del río Rojo cambió, sin pasar por Natchitoches desapareciendo la lucrativa conexión fluvial con el río Misisipi. A 33 millas (53 km) un lago (el Caña) fue dejado en la ubicación anterior de río. En el río Amite, un afluente del (río Caña) prosperó un pequeño pueblo que se llama generalmente "Colonia Francesa", y también se llamó la "Côte Joyeuse" (Costa Feliz) dada la vocación agrícola del francés Philippe Valmet, quien haría plantar abundante algodón.
En los años 1820, Ambroise Lecomte (1760-1830), hijo de Marie Anne Cephalide Lambre y del soldado Jean-Baptiste Lecomte, y su mujer Julia Buard adquirieron sucesivamente tres plantaciones de algodón incluyendo la Magnolia Plantation, lo que les hizo los principales dueños de esclavos de la ciudad. Por otra parte, en los años 1790, el padre de Ambroise Lecomte fue requerido por las autoridades españolas para que controlara los pasaportes de quienes arribaran a su propiedad como inmigrantes, para evitar que se fueran a Texas.

### Guerra de Secesión
Durante la guerra de Secesión, Natchitoches fue incendiada por soldados de la Unión que se retiraron a través de la ciudad después de su fallido intento de capturar a Shreveport. El ejército confederado de caballería persiguió a los soldados que huían y llegó a tiempo para ayudar a extinguir las llamas antes de que la ciudad fuera destruida, como ocurrió en Alexandria en 1864.
En la primavera de 1863, el general confederado Richard Taylor y sus hombres pasaron por Natchitoches en el camino a Shreveport. Andrew W. Hyatt, uno de los oficiales de línea de Taylor, escribió en su diario: "llegamos a las orillas del río Caña.... Ahora estamos en una carrera normal del enemigo, y estamos obligados a Gran Ecore...." Tres días después, el 11 de mayo de 1863, Hyatt escribió: "... Ahora hemos retrocedido 280 millas, Natchitoches es toda una 'ciudad', y las galerías estaban atestadas de mujeres bonitas, que nos hicieron un gesto con la recepción amable como nos dieron a nuestro pasó por la ciudad".
En Natchitoches y sus alrededores, se almacenaron 12 556 balas de algodón confederado. Una fábrica de cerillas también se abrió en la ciudad durante la guerra. Los pobladores de Natchitoches a menudo participaron en actividades de recaudación de fondos para aliviar la indigencia durante la guerra. El historiador John D. Winters observó, "las festividades de la yema de huevo (Eggnog parties) y otros actos sociales durante la Navidad y la temporada de vacaciones levantaron la moral de la población civil, así como la de los soldados".